# Guemappe British Cemetery
Guemappe British Cemetery is een Britse militaire begraafplaats met gesneuvelden uit de Eerste Wereldoorlog. Ze is gelegen in de Franse gemeente Wancourt (departement Pas-de-Calais). De begraafplaats werd ontworpen door George Goldsmith en ligt 650 m ten noordoosten van het centrum van de gemeente (Église Saint-Aubade). Vanaf de Rue de Wancourt leidt een pad van 90 m naar de toegang van de begraafplaats. 
Het terrein heeft een rechthoekig grondplan met een oppervlakte van 570 m² en wordt omsloten door een natuurstenen muur afgewerkt met witte dekstenen. De open toegang bevindt zich aan de oostelijke zijde en het Cross of Sacrifice staat er tegenover aan de westelijke muur. 
Er liggen 169 Britse slachtoffers begraven waaronder 6 niet geïdentificeerde.
De begraafplaats wordt onderhouden door de Commonwealth War Graves Commission.

## Geschiedenis
Guémappe werd op 23 en 24 april 1917, twaalf dagen na Wancourt door de 15th (Scottish) Division veroverd. Het dorp werd tijdens het Duitse lenteoffensief op 23 maart 1918 door hen veroverd maar op 26 augustus daaropvolgend door het Canadian Corps heroverd.
De begraafplaats werd na de inname van Guémappe door de 15th (Scottish) Division aangelegd en tot januari 1918 door gevechtseenheden gebruikt. De begraafplaats werd in 1918 ernstig beschadigd door artillerievuur.

### Onderscheiden militair
- William Reid, korporaal bij de Black Watch (Royal Highlanders) werd onderscheiden met de Military Medal (MM).